# Yang Kyung-il
Yang Kyung-il (양경일?, Yang Gyeong-ilLR, Yang Kyǒng'ilMR; Incheon, 26 marzo 1970) è un fumettista sudcoreano.
È un artista manhwa e ha debuttato sulla rivista giapponese Weekly Shōnen Jump, ha lavorando a fianco di Youn In-wan, creatore del manga dell'orrore Island e di Kazumasa Hirai, creatore del manga Zombie Hunter.

## Opere

### Manhwa
- Zombie Hunter, Art (1975-1978);[3]
- Blade of Heaven (The Legend of Soma), Art (1994-1997);[4]
- Island, Art (1997);[5]
- Blade of the Phantom Master: Shin Angyo Onshi, Art (2001-2007);
- Déjà vu, Art (2004);
- Let's Bible, Art (2008);
- Burning Hell, Art (2008);
- March Story, Art (2008-2013);[6]
- Defense Devil, Art (2009-2011);[7]
- Area D - Inou Ryouiki, Art (2012).

### Yomikiri
- The Fools, Art (2000);
- Blade of the Phantom Master: Shin Angyo Onshi, Art (2000);
- Let's Bible, Art (2005-2006);
- Jungle Juice!, Art (2007);
- Akuma Bengoshi Kukabara, Art (2008).

### Altre opere
- Restol, The Special Rescue Squad, (1999).